# Знаменское (Свердловский район)
Знаменское — село в Свердловском районе Орловской области. Входит в состав Никольского сельского поселения.

## Физико-географическая характеристика
Расположено в 24 километрах от районного центра посёлка Змиёвка и 42 километрах от областного центра города Орёл.

## Население
| 2002 | 2010 |
| ---- | ---- |
| 254  | ↘199 |